# Aufstand von Sankt Joachimsthal 1525

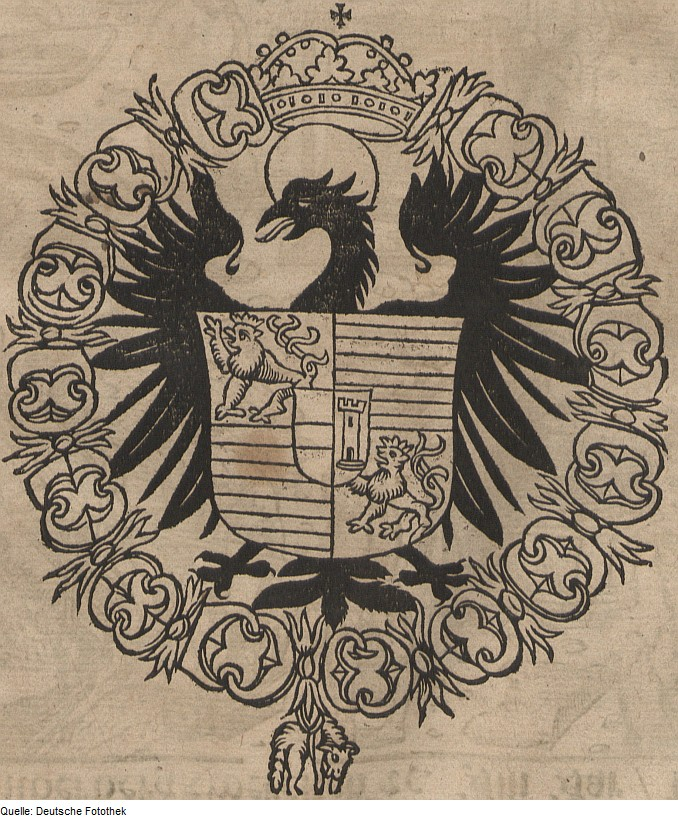
Das alte, 1548 verliehene Wappen von Sankt Joachimsthal

Der Aufstand von Sankt Joachimsthal war eine Revolte von Bergarbeitern der erzgebirgischen Bergstadt Sankt Joachimsthal während der Pfingstwoche des Jahres 1525. Obwohl der Aufstand in Verbindung mit den zeitgleich stattfindenden Ereignissen des Deutschen Bauernkrieges im thüringischen und süddeutschen Raum stand, hatte die Erhebung spezifische Ursachen, nämlich die Auseinandersetzungen der Bergarbeiter mit der landesherrlichen Bergverwaltung. An der Auseinandersetzung beteiligten sich rund 10.000 bis 18.000 Aufständische, die für kurze Zeit die Kontrolle über die Stadt erringen konnten. Allerdings gelang es nicht, die Revolte auf weitere erzgebirgische Bergstädte auszuweiten. Die Grafen Schlick boten als Territorialherren eine Streitmacht von 2.500 bis 3.000 Bewaffneten gegen die Revolte auf. Schließlich konnte der Konflikt durch Verhandlungen unblutig bewältigt werden. Der ausgehandelte Vergleich forderte die konsequente Einhaltung der gültigen Bergordnung sowohl durch die Bergbeamten wie auch die Bergleute und wurde in einer Ergänzung zur Bergordnung von 1518 festgehalten.

## Vorgeschichte

### Silberfund bei Conradsgrün
Im Jahre 1516 wurden auf der böhmischen Seite des Erzgebirgskammes nahe des damaligen Dorfes Conradsgrün im Territorium der Grafen Schlick ein reiches Silbervorkommen entdeckt. Der Fund des Edelmetalls lockte zahlreiche Menschen an, sodass um das Dorf rasch eine Siedlung entstand. Meist waren es Bergleute aus den bereits erschlossenen sächsischen Revieren um Schneeberg, Annaberg, Geyer und Freiberg die nach Conradsgrün kamen. Aber auch aus Böhmen und dem Harz kamen Bergleute ins „Thal“.
Neben den Bergleuten rekrutierte sich ein wichtiger Teil der Zugezogenen aus der bäuerlichen Bevölkerung der Umgebung. Letztgenannte befanden sich in der aufstrebenden Siedlung zwar in einem niedrigeren sozialen Stand, waren aber als Haspelknechte und der gesamten nachgeordneten Bergindustrie ein unersetzlicher Quell an Arbeitskraft. Die Bevölkerung wuchs daher schnell. Lebten 1516 erst 1.050 Menschen in der Siedlung, waren es zum Zeitpunkt der Erhebung zur Stadt fünf Jahre später bereits 4.936 und im Jahr des Aufstandes sogar 13.411. Den Bevölkerungsscheitel erreichte Sankt Joachimsthal schließlich 1533. In diesem Jahr zählte die Bergstadt rund 18.000 Einwohner.
Voraussetzung für den Zuzug und das schnelle Wachstum war eine verhältnismäßig hohe Mobilität der Bevölkerung des Erzgebirges im engeren und des obersächsisch-thüringischen Raums im weiteren Sinne. Denn nicht nur den Bergknappen, sondern auch allen Bauern und Hintersassen wurde eine weitgefasste Freizügigkeit gewährt – vorausgesetzt, sie konnten die einer Abzugssteuer vergleichbare Lehnware an ihren Grundherrn entrichten.

### Erhebung zur Bergstadt

Joachimstaler, Prägejahr 1525. Avers mit dem heiligen Joachim: AR(ma) : DOM(inorum) : SLI(ckorum) : STE(phani) : E(t) : 7 : FRA(trum) : COM(itum) : D(e) : BA(ssano). Revers mit doppelschwänzigem böhmischen Löwen: LVDOVICVS • PRIM(vs) D(ei): GRACIA REX BO(hemiae). Übersetzung: Wappen der Herren Schlick, Stephan und seiner Brüder, Grafen von Bassano / / Ludwig I. von Gottes Gnaden König von Böhmen.

Als Territorialherr förderten der Graf Stefan Schlick und seine Brüder den Aufstieg der Siedlung. Im Jahre 1517 wurde sie in Anlehnung an Annaberg in Sankt Joachimsthal, nach dem Heiligen Joachim, benannt. Zum Schutz und zur Verwaltung des Bergbaugebietes ließen die Grafen oberhalb der Stadt die Burg Freudenstein errichten. Am 6. Januar 1520 wurde Joachimsthal per Majestätsbrief durch König Ludwig II. zur „freien Bergstadt“ erhoben. Im gleichen Jahr erhielt Stefan Schlick von Ludwig II. das Münzprivileg. Wahrscheinlich hatte der Graf jedoch bereits ein Jahr zuvor angefangen, das Silber aus dem Joachimsthaler Bergbau vor Ort in Münzen prägen zu lassen. Der in der Bergstadt geprägte Guldengroschen sollte als Joachimsthaler, verkürzt zu Taler, zu einer der wichtigsten frühneuzeitlichen Währungen aufsteigen. Ebenso waren die Schlick bestrebt, den Bergbau auf ihrem Territorium zu fördern und das zunächst verhältnismäßig freie Bergwesen in geregelte Bahnen zu lenken. So wurde in der Stadt eine Bergverwaltung aufgebaut, ein Berghauptmann bestellt und ein Zehntamt eingerichtet.
Das Bergwesen in Sankt Joachimsthal nahm in den ersten Jahren nach der Stadtgründung sprunghaft zu und sollte bereits in der zweiten Dekade seinen Höhepunkt erreichen. So summierte sich die Ausbeute des aus dem Berg ausgebrachten Silbers im Jahr 1524 auf einen Gegenwert von 138.546 Talern. 1533, also das Jahr des Bevölkerungsscheitels, stellt mit einer Gegenwert von insgesamt 241.875 Talern gleichzeitig das Jahr der größten Ausbeute da. Das Lehnsbuch der Grafen vermerkt vor allem für den Anfang der 1520er-Jahre eine steigende Anzahl an vergebenen Schürfgenehmigungen. Insbesondere der sächsische Adel, aber auch Kaufleute aus den Handelsstädten Zwickau, Leipzig und Nürnberg sowie Köln, Basel und St. Gallen erwarben Kuxe, also Anteile, am Joachimsthaler Bergbau. Die so gegründeten Gewerkengesellschaften konnten größere Kapitalsummen aufbringen, um den Einbau und die Unterhaltung von Wasserkünsten zur Wasserhaltung in den Gruben zu ermöglichen. So konnte der Bergbau, nachdem die oberflächennahen Erze abgebaut waren, auch in größere Teufen vordringen.
| Jahr | Einzelgewerke | Gewerkengesellschaften |
| ---- | ------------- | ---------------------- |
| 1521 | 430           | 99                     |
| 1522 | 321           | 56                     |
| 1523 | 352           | 70                     |
| 1524 | 734           | 116                    |
| 1525 | 215           | 65                     |

### Konflikte vor 1525
Der schnelle Aufstieg Sankt Joachimsthals war bereits in den ersten Jahren von Konflikten durchzogen. Die Bergstadt wurde in einer klimatisch und landwirtschaftlich ungünstigen Region angelegt. Die stetig steigende Bevölkerung war daher besonders in den ersten Jahren abhängig von einer externen Versorgung. Gleichzeitig sorgte die Abhängigkeit von den Erfolgen des Bergbaus für enorme Konjunkturschwankungen und teils rapide Teuerungen. 1521 soll zudem das „große Sterben“, also die Pest, die Bergstadt heimgesucht haben. Das größte Konfliktpotential lag jedoch in der Auseinandersetzung der in einer Knappschaft organisierten Bergarbeiter einerseits mit den Bergbeamten andererseits. Einen ersten Aufruhr, der im Auszug der Joachimsthaler Bergarbeiter ins ernestinische Buchholz gipfelte, datieren sowohl der Schneeberger Chronist Petrus Albinus wie auch der Joachimsthaler Pfarrer Johannes Mathesius auf das Jahr 1518. Die Historikerin Ingrid Mittenzwei hat jedoch darauf hingewiesen, dass diese Empörung wahrscheinlich bereits ein Jahr früher stattfand, denn zur Schlichtung dieser Auseinandersetzung wurde der Erlass einer Bergordnung dringend notwendig. In Ermangelung der notwendigen Zeit zur Erarbeitung einer eigenen Bergordnung übernahm Graf Schlick die Annaberger Bergordnung von 1509 fast wortwörtlich und erließ sie am 2. August 1518 für Joachimsthal. Da diese erste Joachimsthaler Ordnung bereits zu Pfingsten 1518 bei Jobst Gutknecht in Nürnberg in Druck ging, ist anzunehmen, dass die vorangegangene Empörung sowie deren Schlichtung schon 1517 stattfanden.
Bereits im Winter 1519/20 kam es unter den Bergarbeitern zur Bestrebung, diese erste Joachimsthaler Ordnung erneut anzutasten. Konkret richteten sich die Bergleute gegen die Samstagsschicht, die es ihnen erheblich erschwerte, den an diesem Tag stattfindenden Wochenmarkt aufzusuchen, um sich mit Lebensmitteln zu versorgen. Zwar gelang die Abwendung eines erneuten Aufruhrs durch eine Konvention, die die Samstagsschichten, aber auch die für die Bergarbeiter wichtigen Doppelschichten verbot, doch war die Ruhe in der Bergstadt nur von kurzer Dauer. Mittenzwei zitiert aus einer Quelle, die für den 25. Juli 1521 von der Verhaftung von sechs Personen wegen der Vorbereitung eines Aufstandes berichtet. Aus derselben Quelle geht hervor, dass sich die Bergarbeiter im Jahr 1523 ein zweites Mal erhoben. Dieses Mal jedoch verließen sie nicht die Schlicksche Grafschaft, sondern lagerten außerhalb der Stadt auf dem nördlich gelegenen Türknerberg. Wie der Aufruhr geschlichtet wurde, lässt sich heute nicht mehr rekonstruieren.

## Ursachen

### Soziale Lage bei den Bergarbeitern

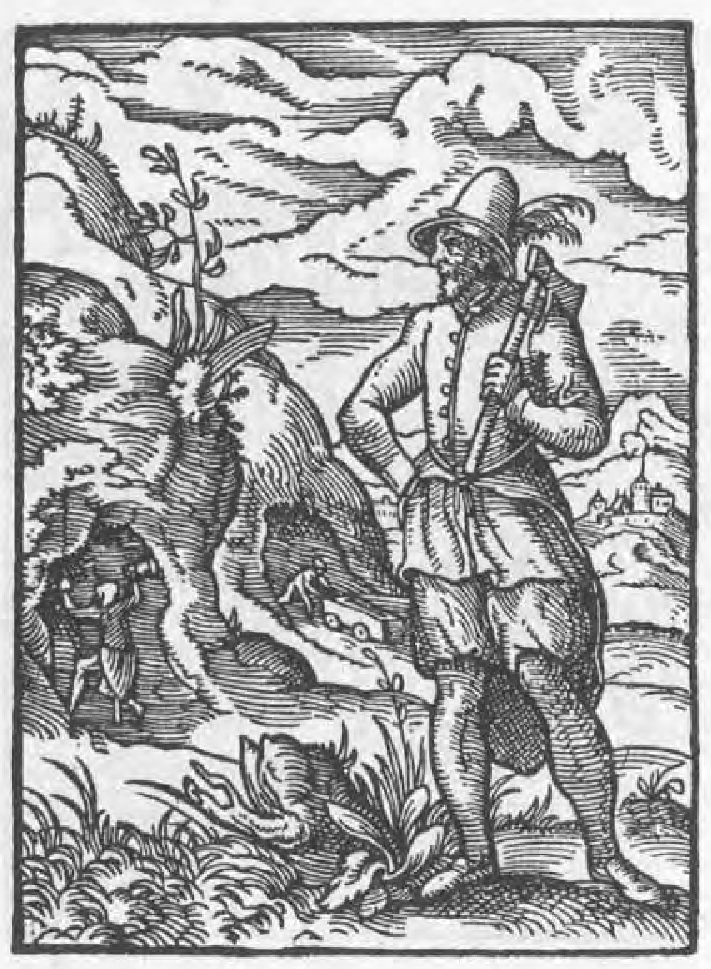
Zeitgenössische Darstellung eines Bergknappen mit Häckel in Hans Sachs’ Eygentliche Beschreibung Aller Stände auff Erden aus dem Jahre 1568.

Die große Mehrheit aller im erzgebirgischen Bergbau des 16. Jahrhunderts tätigen Menschen – egal ob Häuer, Haspelknechte oder Bergjungen – waren gegen einen festgesetzten Lohn in den Zechen tätig. Die erste Joachimsthaler Bergordnung von 1518 beziffert den Schichtlohn der Häuer in Artikel 104 wie folgt:

„Ein jegklicher hewer soll von einer gantzen schicht die wochen tzwelff weisz groschen zů lone haben.“

Sankt Joachimsthaler Bergordnung
Dabei handelte es sich jedoch nicht um den Wochenlohn, sondern den Tagesschichtlohn. Ein Joachimsthaler Häuer verdiente demnach in einer fünftägigen Arbeitswoche einen Lohn von insgesamt 60 Weißgroschen. Die Möglichkeit, diesen Lohn aufzubessern wurde zwar bereits in der 1518er Ordnung stark begrenzt. Artikel 85 verbot sowohl die Arbeit in mehreren Zechen als auch Doppelschichten bei Strafandrohung. Ein Vergleich zwischen den Revieren zeigt jedoch, dass im Silberbergbau die höchsten Löhne gezahlt worden sind und ein Hauer damit in Joachimsthal durchschnittlich zwei Groschen beziehungsweise rund 16 Prozent mehr verdienen konnte, als in den Zinnrevieren um Altenberg oder Geyer. Allerdings zeigen die Quellen auch, dass es dirigistische Bestrebungen gab, die Löhne in den unterschiedlichen Revieren auf gleichem Niveau zu halten. So ist in einer Konvention zwischen den sächsischen Fürsten, den Grafen Schlick und derer von Rabenstein festgehalten, dass „ein gleich lohn nach wert der muntz, so eins yeden land genge ist“ zu zahlen sei, um die Arbeitskraft im Revier zu halten.
Trotz des somit relativ klar fassbaren Einkommens der Bergarbeiter sind Rückschlüsse auf deren Reallohn und die damit verbundene Kaufkraft schwierig zu ermitteln, da Preislisten nur fragmentarisch überliefert sind. Demnach kostete 1539 ein Pfund Mastochsenfleisch sechs, ein Hecht 13 Pfennige. Stellt man nun dieser Auflistung Schätzungen des zeitgenössischen Pro-Kopf-Verbrauchs der gehobenen Nahrungsmittel Fisch und Fleisch – jährlich etwa 30 bis 60 Kilogramm Fleisch sowie fünf bis zehn Kilogramm Fisch – gegenüber, lässt sich folgender Schluss ziehen: Sowohl die Häuer als auch die etwas weniger verdienenden Haspelknechte waren durchaus in der Lage, einen durchschnittlichen Haushalt gut zu ernähren und zu versorgen. Sie gehörten damit zu den gehobenen sozialen Schichten der Bergstadt. Daraus lässt sich schlussfolgern, dass nicht eine prekäre soziale Lage die Ursache, und die Verbesserung derselben Ziel des 1525er Aufstand der Joachimsthaler Bergarbeiter war. Sondern die Verteidigung der eigenen Stellung trieb die Bergknappen genau in dem Moment auf die Barrikaden, als ihnen empfindliche Verluste durch Übergriffe seitens der Bergbeamten drohten oder massive Unterschlagungen öffentlich gemacht aber ungenügend geahndet wurden.

### Anhaltende Konflikte mit der Bergverwaltung
Auch nach der Verkündung der ersten Joachimsthaler Bergordnung von 1518 blieben die Konflikte zwischen der Knappschaft und den Bergbeamten nicht nur bestehen, sondern spitzten sich noch weiter zu. Seit 1519 fungierte der aus Dresden stammenden Peter Hettersberger als Zehntner in der Stadt. Obwohl die Annaberger Bergordnung von 1509 – als vorläufigen Abschluss des sächsischen Bergrechts und Vorbild für die Joachimsthaler Ordnung – besagt, dass sowohl Berghauptmann als auch Bergmeister „keyne berkteyl haben, auch in keynem verborgen schein nutzes davon gewarten“ dürfen, beteiligte sich ein beachtlicher Teil der Bergbeamter an den Gewerken, so auch Peter Hettersberger. In einer Auflistung des Hans Rudhart über die Zechen des Joachimsthaler Reviers wurde er als Betreiber mehrerer ertragreicher Gruben genannt. Trotzdem war Peter Hettersberger in umfangreiche Unterschlagungen und Veruntreuungen verwickelt und ein Jahr später wegen des verursachten Korruptionsschaden öffentlich angeklagt. Der überlieferte Vergleich nennt einen Schaden von 36.000 Gulden und listet die Grafen Schlick sowie die Gewerken als Geschädigte auf. Die Bergchronik des David Hütter beziffert den Schätzwert des Vermögens des Peter Hetterbergers für das Jahr 1523 immer noch auf 14.000 Gulden. Die Verhältnisse in der Bergverwaltung blieben auch nach dem Prozess gegen Peter Hettersberger unverändert.

## Joachimsthaler Aufstand 1525

### Ablauf

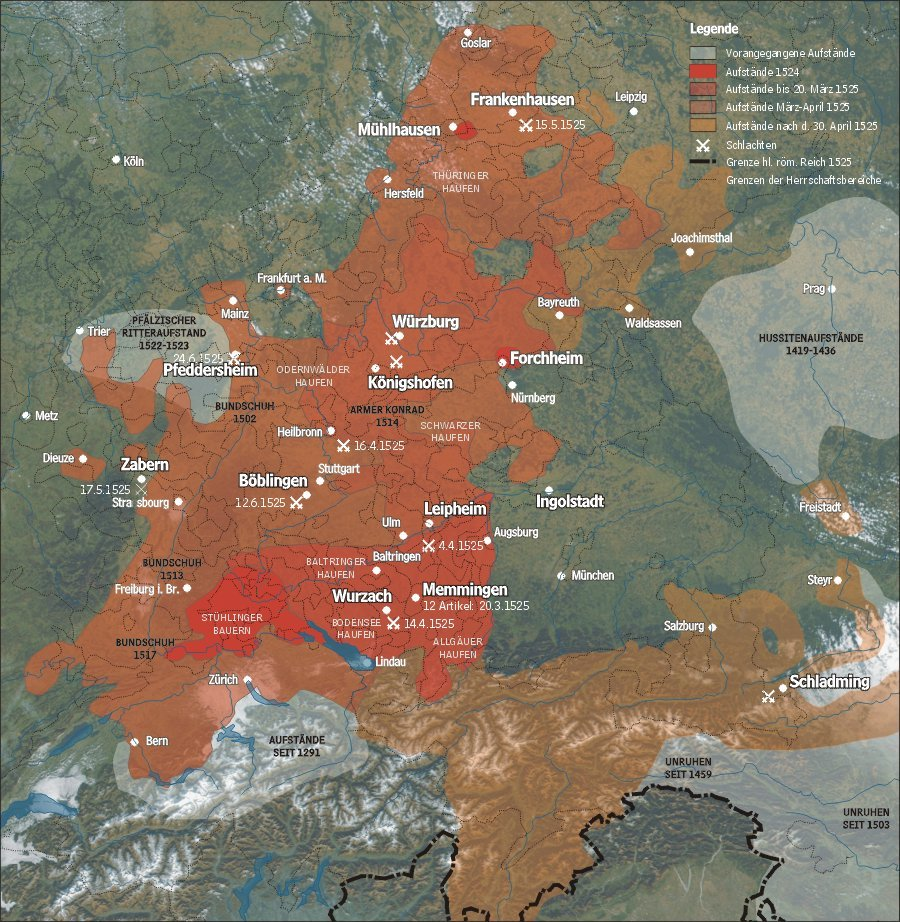
Ausbreitung der Unruhen des Deutschen Bauernkrieges 1525.

Der größte und in seinen Folgen weitreichendste Joachimsthaler Aufstand ereignete sich im Frühjahr 1525. Im süddeutschen und thüringischen Raum spitzten sich die militärischen Auseinandersetzungen des Deutschen Bauernkrieges zu und fanden in der Schlacht von Frankenhausen am 15. Mai ihren Höhepunkt. Die Empörungen griffen auch auf das Erzgebirge über. Auf sächsischer Seite hatten Bauern bereits am 9. Mai das Kloster Grünhain gestürmt und die Stadt Schlettau überfallen. Auch in anderen Regionen des Erzgebirges war es zu Unruhen gekommen. Belegt sind Empörungen in Geyer, Buchholz und Marienberg.
In Sankt Joachimsthal war es bereits Ende April 1525 unruhig geworden und die Prediger Johann Bindemann und Johann Schlaginhauffen versuchten mäßigend auf die Bergarbeiter einzuwirken. In der Bergstadt hatte sich trotz der aufgedeckten Korruption wenig in der Bergverwaltung geändert. Als nun die Grafen Lorenz und Albrecht Schlick am 16. Mai mit 40 Reitern aufbrachen, um dem sächsischen Herzog Georg im Kampf gegen die Reste der aufständischen Bauern im thüringischen Raum zu unterstützen, entfesselte sich in Sankt Joachimsthal der Aufstand.
Am 20. Mai einem Sonnabend versammelten sich die Bergknappen auf dem Brotmarkt – zu diesem Zeitpunkt rund 3.000 Menschen. Die Lage eskalierte rasch und sowohl das Rathaus als auch das Haus des Berghauptmanns wurden noch am selben Tag gestürmt und Register, Briefe sowie andere Dokumente vernichtet. Während es Berghauptmann Heinrich von Könneritz gelang, der aufgebrachten Menge zu entkommen, wurde der Bürgermeister Jobst Schober in ein Bergwerk gesperrt. Ebenfalls erstürmt wurde kurz darauf die Schlicksche Festung Freudenstein über der Stadt, sodass die Bergknappen innerhalb kurzer Zeit die Kontrolle über die Stadt erlangten.
Unterdessen war das Lager auf mehr als 10.000 Aufständische angewachsen, von denen aber nur ein Teil der Bergarbeiterschaft entstammte. Da die Empörung auch Zulauf aus der Umgebung erhielt, sammelte sich ein zweites Lager von 8.000 Menschen aus der bäuerlichen Bevölkerung. Die errungene Macht suchten die Joachimsthaler gegen etwaige Gegenreaktionen zu festigen, indem die Zufahrtsstraßen zur Stadt blockiert und der Nachrichtenverkehr unterbunden wurde. Auch im inneren versuchten die Aufständischen die Anfangserfolge des Aufstands zu festigen – zum Teil unter Gewaltanwendung. Die aufständischen Bergleute von Joachimsthal hatten mehrere Boten mit Briefen in die benachbarten sächsischen Bergstädte gesandt, um Unterstützung für ihren Aufstand zu erhalten. Die Antworten fielen jedoch negativ aus. Nur in Annaberg wollten die ledigen Gesellen nach Joachimsthal ziehen. Thomas Seidel, ein Joachimsthaler, verhandelte mit Ältesten der Annaberger Knappschaft über die Lieferung von 500 Spießen sowie 2 Zentnern Pulver und mehreren Büchsen. Auf böhmischer Seite trieben der aus Buchholz  stammende Wolf Göftel und Andreas Cosener die Unruhe voran. Göftel wollte in Graupen und Cosener in Elbogen Unterstützung für den Aufstand besorgen. Nach ihrer Festnahme im Juli sagten sie aus, dass sie auch im Vogtland sowie der Umgebung von Marienberg, Geyer und Thum für den Aufruhr gearbeitet hätten. Zudem sei ein Angriff auf die Klöster Aue-Zelle und Chemnitz geplant gewesen. Die angestrebte allgemeine Erhebung jedoch blieb aus.

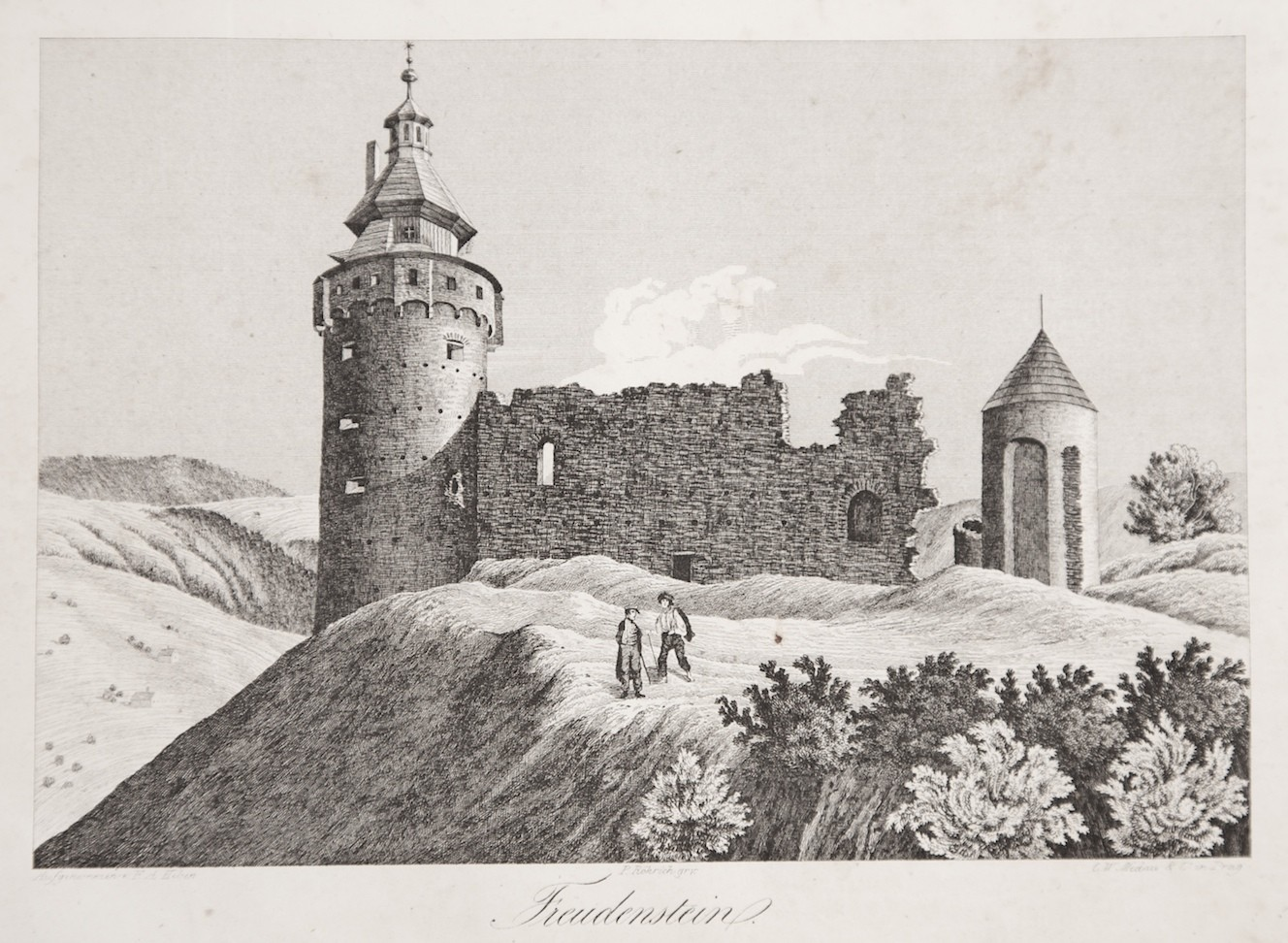
Stahlstich der Ruine von Burg Freudenstein bei Sankt Joachimsthal von Peter Röhrich nach einer Zeichnung von Franz Alexander Heber.

Stattdessen schickten die Grafen Schlick zunächst Alexander Burggraf von Leisnig als Unterhändler vor. Gleichzeitig zogen sie starke Kräfte von 2.500 bis 3.000 Bewaffneten zusammen. Sechs Tage lang standen sich beide Parteien bewaffnet gegenüber, bevor die Auseinandersetzung schließlich ohne Blutvergießen mit einem Vergleich beendet werden konnte. In Annaberg hatte der Rat der Stadt, alarmiert von den Ereignissen in Sankt Joachimsthal, bereits am 23. Mai einen Brief nach Dresden an Herzog Johann geschickt. In einem Antwortschreiben aus Dresden wurde der Stadtschreiber von Annaberg, Magister Anton Römhilt, als Unterhändler vorgeschlagen. Der Annaberger Rat benannten ferner den Amtsverweser und Bergmeister Urban Osan und den Bergmeister Hans Röhling als Unterhändler. Anton Römhilt und Urban Osan reisten daraufhin nach Sankt Joachimsthal. Dort trafen sie auf Vertreter der Joachimsthaler Knappschaft in Person von Erhard Gladitz, Hans Lederer und Gregor Hacker. Aus Freiberg stießen der Hüttenherr und Münzmeister Hans Hausmann sowie der Schichtmeister Ulrich Grösgen zur Verhandlung. Die Schlicks hatten ihrerseits Hans Pflug von Rabenstein (Rabštejn nad Střelou) den Hofmeister Herzog Heinrichs von Sachsen Rudolf II. von Bünau und Wesenstein, sowie Apel IV. Vitzthum auf Neuschönburg (Burg Šumburk) und den Pfarrer Jobst Thusel aus Falkenau (Sokolov) als Unterhändler bestimmt. Für die Seite der Bergarbeiter sprach der Magister Philipp Rosenecker. Letztgenannter hatte schon im April 1525 für den Plauener Rat mit den aufrührerischen vogtländischen Bauern verhandelt. Die Besprechungen dauerten vier Tage.

### Forderungen der Bergleute

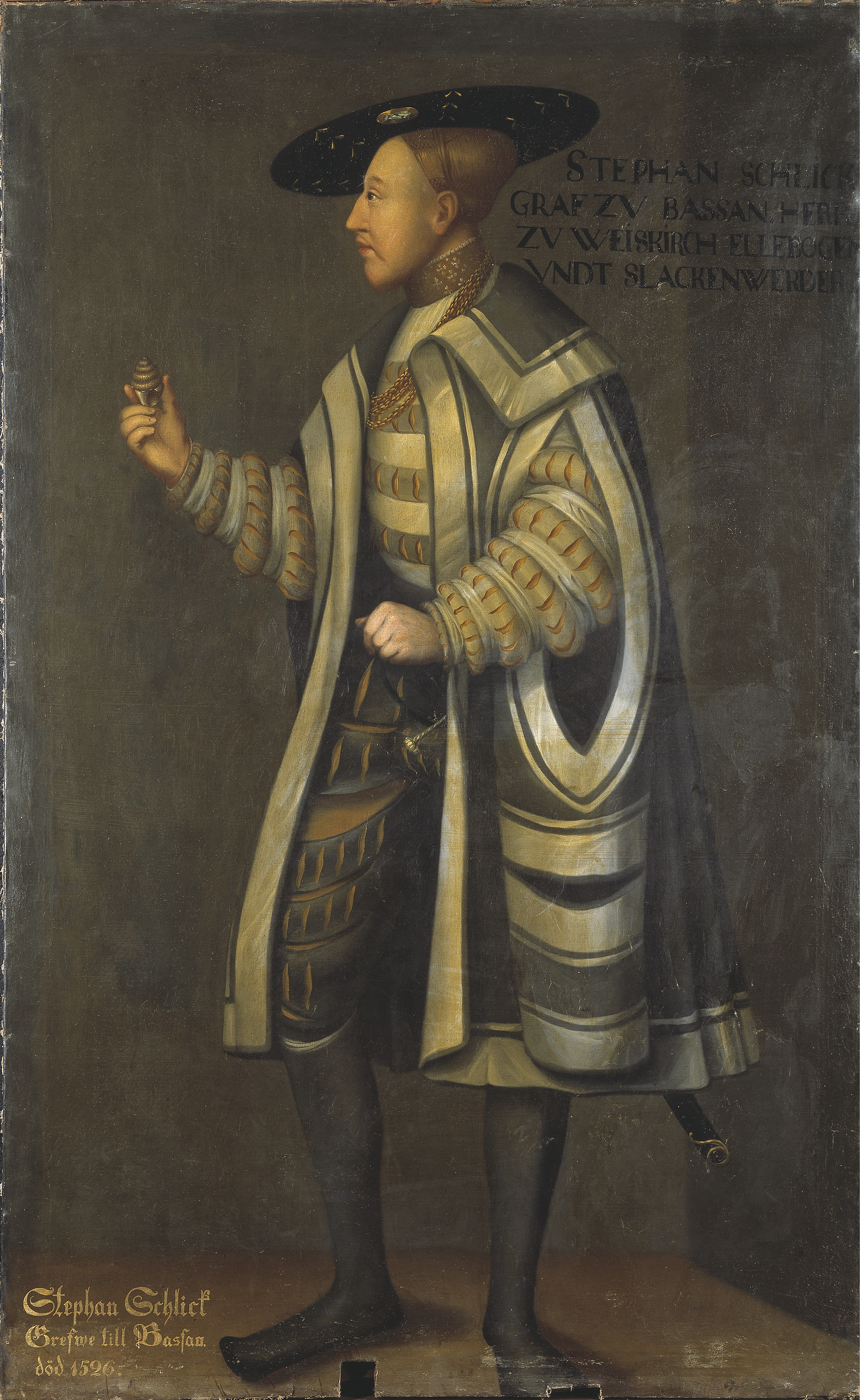
Stefan Schlick auf einem Gemälde von David Frumerie, das dieser um 1667 für Schloss Gripsholm malte. Als Lehensherr stand er den Aufständischen von Sankt Joachimsthal gegenüber.

Grundlage der Verhandlung war ein 17 Artikel umfassender Katalog an Forderungen, den die aufständischen Bergleute Joachimsthals verfasst hatten. Darin forderten sie jedoch weder eine Verbesserung ihrer sozialen Lage, etwa durch Lohnerhöhung oder Schichtverkürzung. Stattdessen forderten sie im 1. Artikel die Einhaltung der Bergfreiheit. In Artikel 3 und 4 wenden sie sich gegen die Ausfuhr von Silber und Münzen, wodurch geldknappheitsbedingte Teuerungen unterbunden werden sollen.  Artikel 5 fordert eine bessere Ordnung für Gewicht und Lohnauszahlungen. Artikel 17 fordert schließlich die Einhaltung der Schlickschen Bergordnung von 1518 insbesondere bei der Reglung der Zahlung von Zubußen oder der Zuteilung der Ausbeute.
Neben den ökonomischen stellten die Bergleute auch personellen Forderungen auf. Artikel 6 fordert das Recht der Knappschaft, einen eigenen Zehntner neben den der Grafen einsetzen zu dürfen. Gleiches wird für die Einsetzung eines eigenen Hüttenraiters, also Rechners, in Artikel 8 sowie eines eigenen Ausgebers der Ausbeute in Artikel 11 gefordert. In Artikel 10 wird ein Mitspracherecht der Knappschaft bei den Besprechungen der Steiger mit dem Rat und dem Berghauptmann beansprucht. Das Schwergewicht der Forderungen in den 17 Artikel lag somit auf ein Mitspracherecht bei der Besetzung von nahezu allen relevanten Personalstellen, um künftige Korruption zu unterbinden.

### Ergebnisse der Verhandlung
In der folgenden Verhandlung wurden von den 17 Artikeln der aufständischen Bergarbeiter elf umfänglich angenommen, der Rest verworfen oder nur teilweise berücksichtigt. Korruption wurde aufs schärfste verurteilt; den Bergmeistern vorgeschrieben, bei der Vermessung und Besichtigung der Gruben keinen höheren Lohn als den in der Bergordnung festgeschriebenen zu verlangen; den Steigern und Schichtmeistern verboten, ihre Arbeit gegen Bezahlung von Dritten verrichten zu lassen.
Jedoch musste auch die Bergknappschaft Niederlagen am Verhandlungstisch akzeptieren. Ihre Fahne – das Zeichen der eigenen Wehrhaftigkeit – kam ebenso unter Verschluss wie die Knappschaftskasse. Eine Reglung, die dem Ordnungsbedürfnis der Grafen Schlick zuzuschreiben ist, künftige Auseinandersetzungen zu erschweren.

## Folgen
Der Aufstand konnte somit unblutig bewältigt werden. Auch die folgende Strafverfolgung blieb zumindest auf böhmischer Seite moderat. Zwar wurde eine Kommission aus je vier Vertretern der Bergknappschaft und der Grafen Schlick eingesetzt, die die entstandenen Schäden festhalten sollte, am Ende wurden jedoch lediglich 18 als Rädelsführer identifizierte Aufständische angeklagt. Sie mussten, nachdem sie ein öffentliches Geständnis abgelegt hatten, die Urfehde schwören und konnten daraufhin sogar in der Stadt bleiben. Aufständische, die sich auf sächsischer Seite des Erzgebirges an den Unruhen beteiligten und sich danach über die böhmische Grenze abgesetzt hatten, wurden auf Forderung des Herzog Georgs des Bärtigen ausgeliefert. Das Gleiche galt für Wolf Göftel und Andreas Cosener, die nach Folter und Geständnis hingerichtet wurden.
Mit der Joachimsthaler Bergordnung von 1525 konnte ein tragfähiger Vergleich geschlossen werden. Zwar hatten die Auseinandersetzungen dem Bergwesen zugesetzt, sodass die Ausbeute im Jahr des Aufstandes auf 70.692 Taler sank. Jedoch erholte sich der Bergbau schnell. Im Jahre 1533 erreichte die Ausbeute im Joachimsthaler Revier mit einem Gegenwert 241.875 Taler ihren Höhepunkt. In der Bergstadt blieb es die folgenden Jahrzehnte ruhig.  Mit der Abtretung der Schlickschen Bergwerke in Joachimsthal an König Ferdinand I. im Jahr 1545 wurde von ihm die 1541 erlassene Bergordnung der Grafen Schlick fast wortwörtlich neu aufgelegt. In der Einleitung verweist er darauf, das diese Bergordnung für alle Bergwerke in den böhmischen Kronländer gilt.

### Zum Thema
- Johann Karl Seidemann: Die Unruhen im Erzgebirge während des deutschen Bauernkrieges. Nach den Acten des königlich Sächsischen Haupt-Staatsarchivs zu Dresden, München 1865. (Digitalisat)
- Ingrid Mittenzwei: Der Joachimsthaler Aufstand 1525. Seine Ursachen und Folgen, Berlin 1968.
- Siegfried Sieber: Der Joachimsthaler Aufstand 1525 in seinen Beziehungen zu Sachsen. In: Bohemia, Band 4, 1963, Seite 40–53. (Digitalisat)
- Uwe Schirmer: Das Erzgebirge im Ausstand. Die Streiks in den Revieren zu Freiberg (1444–1469), Altenberg (1469), Schneeberg und Annaberg (1496–1498) sowie Joachimsthal (1517–1525) im regionalen Vergleich. In: Angelika Westermann, Ekkehard Westermann (Hrsg.): Streik im Revier. Unruhe, Protest und Ausstand vom 8. Bis 20. Jahrhundert, St. Katharinen 2007, S. 65–93.

### Zum Hintergrund
- Adolf Laube: Bergarbeiter- und Bauernbewegung in Deutschland von der Mitte des 15. Jahrhunderts bis zum Ende des Bauernkriegs 1525/26. In: Angelika Westermann, Ekkehard Westermann (Hrsg.): Streik im Revier. Unruhe, Protest und Ausstand vom 8. bis 20. Jahrhundert, St. Katharinen 2007, S. 113–136.
- Adolf Laube: Zum Problem des Bündnisses von Bergarbeitern und Bauern im deutschen Bauernkrieg. In: Gerhard Heitz (Hrsg.): Der Bauer im Klassenkampf. Studien zur Geschichte des deutschen Bauernkrieges und der bäuerlichen Klassenkämpfe im Spätfeudalismus, Sonderdruck, Berlin 1975.
- Adolf Laube: Studien über den erzgebirgischen Silberbergbau von 1470 bis 1546, Berlin 1974.
- Ernst Barth: Regionalgeschichtliche Bibliographie – Die Zeit des deutschen Bauernkrieges von 1525 im Erzgebirge und im sächsischen Vogtland, zusammengestellt im Auftrag des Arbeitskreises zur Erforschung der Geschichte der Bauern des Kulturbundes der DDR im Bezirk Karl-Marx-Stadt, Karl-Marx-Stadt (Chemnitz) 1974.
- George H. Waring: The Silver Miners of the Erzgebirge and the Peasants' War of 1525 in the Light of Recent Research. In: The Sixteenth Century Journal, Jahrgang 18, Heft 2, 1987, S. 231–247.
- Georg W. Schenk: Über die Anfänge des Silberbergbaus von St. Joachimsthal, Teil I. In: Der Anschnitt, Jahrgang 19, Heft 1, Bochum, 1967, S. 30–35.
- Hans Lorenz: Bilder aus Alt-Joachimsthal, Sankt Joachimsthal 1925.
- Hubert Maximilian Ermisch: Das sächsische Bergrecht des Mittelalters, Leipzig 1887.
- Kašpar Graf Sternburg: Umrisse einer Geschichte der böhmischen Bergwerke, 2. Bd., Prag 1838. (Digitalisat)
- Martin Volf: Neue Erkenntnisse zur Bergstadt St. Joachimsthal (Jáchymov) zur Zeit des Zweiten Bergeschreys anhand archäologischer Untersuchungen. In: Christiane Hemker (Hrsg.): Bergbau und Mobilität im Mittelalter. Archäologische, historische und naturwissenschaftliche Fallstudien zum (über-)regionalen Kultur- und Technologietransfer zwischen Montanrevieren, Landesamt für Archäologie Dresden 2020, S. 152–156.
- Paul Ahle: Die Unruhen im Erzgebirge während des Bauernkrieges. In: Das Erzgebirge. Gemeinverständliche wissenschaftliche Aufsätze, Band 3, Heft 1, Annaberg 1898, S. 3–35.
- Siegfried Sieber: Die Teilnahme erzgebirgischer Bergleute am Bauernkrieg 1525. In: Freiberger Forschungshefte, Sonderdruck aus Heft D11, Freiberg 1955, S. 83–106.
- Uwe Schirmer: Die Nahrungsmittelversorgung eines Bergbaureviers. Das obersächsische Erzgebirge als „Konsumregion“ (1470–1547). In: Stephan Selzer (Hrsg.): Die Konsumentenstadt – Konsumenten in der Stadt des Mittelalters, Köln, Weimar, Wien 2018.
- Uwe Schirmer: Das spätmittelalterlich-frühneuzeitliche Erzgebirge als Wirtschafts- und Sozialregion (1470–1550). In: Martina Schattkowsky (Hrsg.): Das Erzgebirge im 16. Jahrhundert. Gestaltwandel einer Kulturlandschaft im Reformationszeitalter, Leipziger Universitätsverlag, Leipzig 2013, S. 45–76.
- Uwe Schirmer: Die Annaberger Bergordnung von 1509. In: Wolfgang Ingenhaeff, Johann Bair (Hrsg.): Bergbau und Recht. Schwazer Silber. Tagungsband des 5. Internationalen Montanhistorischen Kongress Schwaz, Wattens 2006, S. 213–228.